# 阿特·罗切斯特
阿特·罗切斯特（英語：Art Rochester，1944年2月25日—），美国音频工程师。他曾5次提名奥斯卡最佳音响效果奖。自1978年至2008年他曾参与近70部电影的制作。

## 精选影视作品
- 窃天大阴谋 (1974)[2]
- 东镇女巫（英语：The Witches of Eastwick (film)） (1987)[3]
- 燃眉追击 (1994)[4]
- 空中监狱 (1997)[5]
- 怒海争锋 (2003)[6]